# Lijst van rijksmonumenten in Rolde
De plaats Rolde telt 9 inschrijvingen in het rijksmonumentenregister. Hieronder een overzicht. 
| Object                               | Oorspronkelijke functie?  | Bouwjaar                                                                                         | Architect                          | Locatie            | Coördinaten?                  | Nr.?   | Afbeelding                       |
| ------------------------------------ | ------------------------- | ------------------------------------------------------------------------------------------------ | ---------------------------------- | ------------------ | ----------------------------- | ------ | -------------------------------- |
| Balloërkuil                          | Archeologisch monument    |                                                                                                  |                                    | bij Asserstraat 12 | 52° 59' 25" NB, 6° 38' 20" OL | 32697  | Meer afbeeldingen                |
| Molen van Rolde                      | Korenmolen                | 1873 2000 (rest.)                                                                                | Hunse                              | Grote Brink 24     | 52° 59' 5" NB, 6° 38' 52" OL  | 32698  | Meer afbeeldingen                |
| Hervormde kerk (Jacobuskerk)         | Kerk en kerkonderdeel     | 1450-1475 (schip) eind 15e eeuw (koor) 1644, 1660 en 1747 (herst.) 1854 (verb.) 1960-'64 (rest.) | P. van der Sterre (1960-'64)       | Kerkbrink 5        | 52° 59' 20" NB, 6° 38' 45" OL | 32699  | Meer afbeeldingen                |
| Hervormde kerk, toren                | Kerk en kerkonderdeel     | begin 15e eeuw 1619 (klok) 1885 (herst.)                                                         | H. Wegewaert (klok) G. Stel (1885) | Kerkbrink 5        | 52° 59' 20" NB, 6° 38' 44" OL | 32700  | Meer afbeeldingen                |
| Boerderij Kamps                      | Boerderij                 | ca. 1600                                                                                         |                                    | Kamps 1            | 52° 59' 30" NB, 6° 36' 54" OL | 32701  | Meer afbeeldingen                |
| Terrein met de hunebedden D17 en D18 | Archeologisch monument    |                                                                                                  |                                    | Hunebedweg         | 52° 59' 23" NB, 6° 38' 57" OL | 420185 | Meer afbeeldingen                |
| Voorm. gemeentehuis                  | Bestuursgebouw en onderdl | 1918 1936 (verb.)                                                                                | J. Neisingh                        | Hoofdstraat 11     | 52° 59' 15" NB, 6° 38' 48" OL | 482933 | Gemeentehuis Voorm. gemeentehuis |
| Voorm. Station Rolde                 | Transport                 | 1903-'04                                                                                         | E. Cuypers                         | Stationsstraat 16  | 52° 59' 26" NB, 6° 38' 31" OL | 482934 | Meer afbeeldingen                |
| De Eekhof                            | Woonhuis                  | 1929                                                                                             | B. Hommes                          | Asserstraat 3      | 52° 59' 18" NB, 6° 38' 26" OL | 482935 | Eekhof De Eekhof                 |